# Sestao RC
A Sestao RC, teljes nevén Sestao River Club spanyolországi, baszkföldi labdarúgócsapatot 1996-ban alapították, 2017/18-ban a negyedosztályban szerepel. Székhelye Sestao városa.

## Története
A klub elődje a Sestao SC volt, amely anyagi problémák miatt 1996-ban szűnt meg. Ennek helyén jött létre a jelenlegi csapat, ám nem az előd helyén, vagyis a másodosztályban, hanem csak regionális bajnokságokban.
Eddigi legnagyobb sikere a harmadosztály elérése volt, ahol egy szezon kivételével 2004 és 2010 között megszakítás nélkül szerepelhetett.

## Jelenlegi keret
| #  |     | Poszt | Név             |
| -- | --- | ----- | --------------- |
| 1  | ESP | K     | Iker Alconero   |
| 13 | ESP | K     | Alvaro Iglesias |
| 15 | ESP | V     | Javier Cerro    |
| 22 | ESP | V     | Joseba Sampedro |
| 5  | ESP | V     | Santiago Velez  |
| 4  | ESP | V     | Borja Basagoiti |
| 3  | ESP | V     | Iñaki Ordoño    |
| 2  | ESP | V     | Erik Perez      |
| 20 | ESP | KP    | Alain Barron    |
| 16 | ESP | KP    | Chus del Prado  |
| 8  | ESP | KP    | Pedro Izurza    |

| #  |     | Poszt | Név              |
| -- | --- | ----- | ---------------- |
| 10 | ESP | KP    | Txomin Arrotegi  |
| 6  | ESP | KP    | Ibon Larrazabal  |
| 14 | ESP | CS    | Iñigo Ibañez     |
| 17 | ESP | CS    | Igor Barrasa     |
| 9  | ESP | CS    | Jokin Arambarri  |
| 11 | ESP | CS    | Cristian Bonilla |
| 7  | ESP | CS    | Josu Hernaez     |
| 19 | ESP | CS    | Dani Cabezas     |
| 12 | ESP | CS    | Isaac Aketxe     |
|    | ESP | CS    | Sergio Martín    |
|    | ESP | CS    | Sergio Francisco |

## Statisztika
| Szezon  | Osztály    | Poz. | Copa del Rey |
| ------- | ---------- | ---- | ------------ |
| 1996/97 | Regionális | —    |              |
| 1997/98 | Regionális | —    |              |
| 1998/99 | Regionális | —    |              |
| 1999/00 | 3ª         | 6.   |              |
| 2000/01 | 3ª         | 3.   |              |
| 2001/02 | 3ª         | 2.   |              |
| 2002/03 | 3ª         | 8.   |              |
| 2003/04 | 3ª         | 1.   |              |

| Szezon  | Osztály | Poz. | Copa del Rey |
| ------- | ------- | ---- | ------------ |
| 2004/05 | 2ªB     | 18.  |              |
| 2005/06 | 3ª      | 1.   |              |
| 2006/07 | 2ªB     | 5.   |              |
| 2007/08 | 2ªB     | 10.  |              |
| 2008/09 | 2ªB     | 15.  |              |
| 2009/10 | 2ªB     | 17.  |              |
| 2010/11 | 3ª      | —    |              |

## Ismertebb játékosok
- Mikel Dañobeitia
- Joseba del Olmo
- Ibai Gómez
- Koikili
- Gaizka Toquero

## Fordítás
- Ez a szócikk részben vagy egészben  a   Sestao River Club című angol Wikipédia-szócikk fordításán alapul.  Az eredeti cikk szerkesztőit annak laptörténete sorolja fel. Ez a jelzés csupán a megfogalmazás eredetét és a szerzői jogokat jelzi, nem szolgál a cikkben szereplő információk forrásmegjelöléseként.
- Ez a szócikk részben vagy egészben  a   Sestao River Club című spanyol Wikipédia-szócikk fordításán alapul.  Az eredeti cikk szerkesztőit annak laptörténete sorolja fel. Ez a jelzés csupán a megfogalmazás eredetét és a szerzői jogokat jelzi, nem szolgál a cikkben szereplő információk forrásmegjelöléseként.

## Külső hivatkozások
- Hivatalos weboldal (spanyolul)
- Futbolme (spanyolul)